# کهل (شبستر)
کهل یک روستا در ایران است که در شهرستان شبستر استان آذربایجان شرقی واقع شده‌است. کهل ۲۴۲ نفر جمعیت دارد.

## جمعیت
این روستا در دهستان رودقات قرار دارد و براساس سرشماری مرکز آمار ایران در سال ۱۳۸۵، جمعیت آن ۲۴۲ نفر (۶۳ خانوار) بوده‌است.